# Tonnellata
La tonnellata (t) è un'unità di misura di massa, non facente parte del Sistema Internazionale, pari a 1 000 chilogrammi o 1 megagrammo (Mg). È detta anche tonnellata metrica per distinguerla dalle omonime unità anglosassoni, la "tonnellata corta" e "lunga".

## Descrizione
Una tonnellata equivale a:
- 1000000000 mg (milligrammi);
- 100000000 cg (centigrammi);
- 10000000 dg (decigrammi);
- 1000000 g (grammi);
- 100000 dag (decagrammi);
- 10000 hg (ettogrammi);
- 1000 kg (chilogrammi);
- 100 mag (miriagrammi, in disuso);
- 10 q (quintali, non usata nel SI).

### In ambito marinaro
La tonnellata di stazza (in inglese register ton) era un'unità di misura della stazza delle navi, pari a 2,832 metri cubi, ovvero a 100 piedi cubi del sistema inglese. 
Le tonnellate di stazza sono quindi un volume; la distinzione fra stazza netta e lorda significa rispettivamente il volume netto disponibile per il carico o il volume lordo interno onnicomprensivo della nave.
La tonnellata di dislocamento (in inglese displacement ton) indica il volume in metri cubi di acqua spostata dall'immersione dello scafo in ordine di marcia; considerato il peso specifico dell'acqua dislocata (circa una tonnellata a metro cubo), il dislocamento equivale grosso modo alla massa della nave in tonnellate metriche.
Il dislocamento è usato normalmente per navi militari o per scafi di cui si intenda definire la dimensione sotto forma di massa o peso in ordine di marcia.

### Tonnellata anglosassone
Nel mondo anglosassone, la tonnellata, detta ton (tn), è una misura di massa che assume valori diversi nei vari paesi. Nel Regno Unito la tonnellata è definita pari a 2 240 libbre (libbre avoirdupois) (1016 kg). Dal 1965 il Regno Unito intraprese un programma di adozione del sistema metrico decimale e introdusse le unità metriche, compresa la tonnellata, chiamata in inglese tonne o metric ton per distinguerla dalla corrispondente unità di misura anglosassone. Il Weights and Measures Act 1985 ("Legge sui pesi e misure del 1985") escluse esplicitamente dall'uso commerciale molte unità e termini, compreso ton e metric ton per tonne.
Negli Stati Uniti e un tempo in Canada una tonnellata è definita uguale a 2 000 libbre (907 kg).
Per evitare confusione, la tonnellata britannica è chiamata long ton, ossia «tonnellata lunga», mentre quella statunitense short ton, cioè «tonnellata corta»; la tonnellata metrica, chiamata come già detto tonne, si distingue dalla sua ortografia, ma di solito è pronunciata allo stesso modo di ton /tʌn/, da cui il termine statunitense metric ton. Nel Regno Unito quando è necessario fare la distinzione può essere pronunciata anche la «e» finale di tonne [ˈtʌni]o, come negli Stati Uniti, ci si può riferire a metric ton.
Il Regno Unito usa raramente le tonnellate corte. La maggior parte dei paesi del Commonwealth seguiva la prassi britannica, ad eccezione del Canada,  che usava sia le tonnellate corte sia quelle lunghe. Attualmente, in quel paese si usano prevalentemente le tonnellate metriche.